# Рэнсом, Роберт
Роберт Рэнсом младший (англ. Robert Ransom, Jr.; 12 февраля 1828 — 14 января 1892) — американский военный, генерал-майор армии Конфедерации во время гражданской войны в США. Его брат Мэтт Рэнсом так же был генералом Конфедерации и впоследствии сенатором США.

## Ранние годы
Роберт Рэнсом младший родился в округе Уоррен, в семье Роберта Рэнсома старшего и Присциллы Уайтекер Рэнсом. В 1846 году он поступил в военную академию Вест-Пойнт и окончил её в 1850 году, получив временное звание второго лейтенанта. Он был зачислен в 1-й драгунский полк и впоследствии окончил кавалерийскую школу при Карлайлских казармах в Пеннсильвании. 9 октября 1851 года Рэнсом получил постоянное звание второго лейтенанта.
С 1851 по 1854 год Рэнсом служил на фронтире, в Нью-Мексико. С 31 июля 1854 по июнь 1855 года он преподавал кавалерийскую тактику в Вест-Пойнте.
3 марта 1855 года получил звание первого лейтенанта.

## Гражданская война
В начале 1861 года Рэнсом стал капитаном северокаролинского кавалерийского полка, который действовал в северной Вирджинии. Там Рэнсом участвовал в нескольких мелких перестрелках. 13 октября 1861 года он стал полковником 1-го Северокаролинского кавалерийского полка. 26 ноября 1861 года он участвовал в перестрелках около Вьенны. 1 марта 1862 года Рэнсом был повышен до бригадного генерала и стал командовать одной из бригад дивизии генерала Хьюджера. На тот момент его бригада состояла из шести полков:
- 24-й Северокаролинский пехотный полк, подп. Джон Харрис
- 25-й Северокаролинский пехотный полк, полк. Генри Ратледж
- 26-й Северокаролинский пехотный полк, полк. Зебулон Вэнс
- 35-й Северокаролинский пехотный полк, полк. Матт Рэнсом
- 48-й Северокаролинский пехотный полк
- 49-й Северокаролинский пехотный полк подп. Лерой МакАффи
- батарея Брэнча: кап. Джеймс Брэнч

Эта бригада участвовала в Кампании на полуострове, и, в частности, была задействована в сражении при Малверн-Хилл (1 июля 1862), где ей удалось прорваться ближе всех к позициям противника.
Осенью 1862 года его бригада состояла из четырех полков, одним из которых командовал его брат:
Эта бригада числилась в дивизии Джона Уокера и участвовала в Мерилендской кампании: в сражении при Харперс-Ферри и в сражении при Энтитеме. 7 ноября Рэнсом временно принял командование дивизией и руководил ею в сражении при Фредериксберге, обороняя высоты Мари.
В январе 1863 года Рэнсома и его бригаду вернули в Северную Каролину. В мае ему присвоили звание генерал-майора. В мае 1864 года он командовал дивизией в сражении при Дрюри-Блафф. Летом его отправили в долину Шенандоа в распоряжение Джубала Эрли, и он участвовал в сражении при Монокаси и в сражении за форт Стивенс. В августе 1864 года Рэнсом был отстранен от командования и более не возвращался на фронт. В конце войны он служил на тыловых должностях в Чарльстоне. 2 мая 1865 года он сдался федеральной армии.

## Послевоеная деятельность
После войны Рэнсом жил в Уилмингтоне (Северная Каролина), и некоторое время занимался фермерством. Некоторое время он проработал инженером в Нью-Берне. В 1881 году умерла его первая жена, оставив девять детей. В 1884 году Рэнсом повторно женился на Кэтрин Девитт Лампкин, и у них было трое детей. Он умер в Нью-Берне в 1892 году и был похоронен на кладбище Седар-Гроув.